# Zwart-witte kuifarend
De zwart-witte kuifarend (Spizaetus melanoleucus) is een roofvogel uit de familie van de havikachtigen die voorkomt in Midden en Zuid-Amerika. De vogel wordt ook wel geplaatst (als enige soort) in het geslacht Spizastur.

## Beschrijving
De zwart-witte kuifarend komt in ongeveer hetzelfde leefgebied voor als de bonte kuifarend. De zwart-witte kuifarend is 56 tot 61 cm groot. Kleine en middelgrote zoogdieren en vogels vormen het voedsel van deze roofvogel. In moerassen worden zelfs eenden en aalscholvers gevangen.

## Verspreiding en leefgebied
De zwart-witte kuifarend komt voor in het zuiden van Mexico, de rest van Midden-Amerika en in Zuid-Amerika langs de kust van de Grote Oceaan tot in Ecuador en verder langs de noordkust van Zuid-Amerika tot in het oosten van Brazilië en het noordoosten van Argentinië. Het is een vogel van verschillende typen bos, van tropisch regenwoud tot meer open bos. Zeer dicht regenwoud maar ook droge savannes worden gemeden. De voorkeur heeft een leefgebied met afwisselend gemengd bos en struikgewas.

## Status
De zwart-witte kuifarend heeft een enorm groot verspreidingsgebied en daardoor is de kans op uitsterven gering. De grootte van de populatie wordt geschat op minder dan 50.000 exemplaren. De soort gaat in aantal achteruit. Echter, het tempo ligt onder de 30% in tien jaar (minder dan 3,5% per jaar). Om die redenen staat deze kuifarend als niet bedreigd op de Rode Lijst van de IUCN.